# Oxmo Puccino
Pour les articles homonymes, voir Abdoulaye Diarra.
Oxmo Puccino, nom de scène d’Abdoulaye Diarra, est un rappeur, acteur et auteur malien naturalisé français depuis 2025, né le 4 août 1974 à Ségou (Mali).
La principale singularité d'Oxmo Puccino réside dans son écriture, fondée sur les métaphores et les phrases choc. Ce lien à la chanson française lui vaut le surnom de « Black Jacques Brel ». Il se considère lui-même comme un « chansonnier » et un « poémien ». Oxmo est le frère de Mamoutou Diarra, joueur international français de basketball.
Avec les autres rappeurs du 19e arrondissement, Pit Baccardi et les Jedi (Kassim et Kamal Haussmann), il intègre le collectif Time Bomb, qui lui permet de collaborer avec notamment les X-Men, Lunatic (Booba et Ali) et Hifi. Alors que le collectif Time Bomb originel se sépare, Oxmo Puccino signe un contrat avec la maison de disques Virgin et publie son premier album studio, Opéra Puccino, en 1998, qui met huit ans pour décrocher sa certification disque d'or en 2006. Son sixième album, Roi sans carrosse, est publié le 17 septembre 2012. En novembre 2015, il publie son septième album intitulé La Voix lactée. Le huitième album studio d'Oxmo Puccino, La nuit du réveil, est sorti le 6 septembre 2019.
En vingt ans de carrière comme MC, Oxmo Puccino a collaboré avec presque tous les grands noms du rap français.

## Biographie

### Jeunesse et Time Bomb (1974–1997)
Abdoulaye Diarra naît le 4 août 1974 à Ségou, au Mali. Il émigre à Paris, en France, en 1975 avec sa mère pour s'installer dans le 19e arrondissement à l'âge d'un an, dans le cadre du regroupement familial. Il habitait pendant de nombreuses années dans le quartier Danube, à côté de la place des Fêtes, quartier surtout réputé pour la toxicomanie et ses crackeurs. Touché par la violence de son quartier où naît notamment un de ses trois frères, Mamoutou Diarra (joueur international français de basket-ball), il préfère toujours mettre en avant la poésie sauvage et le théâtre tragique et comique de son quotidien et les relations qu'il a pu tisser au cours de ses épopées.
Oxmo Puccino découvre le hip-hop à onze ans et commence à rapper vers l'âge de treize ans. Il pratique aussi le breakdance et le tag sous le nom de "Bore". Il débute le rap aux côtés du posse D. Abuz System (Mysta. D, Abuz, Tepa, Princess Aniès et Stor. K) avec qui il pratique des freestyles enregistrés sur la mixtape du groupe Brutes Sessions 1 sortie en 2021, qui comprend des titres de la période 1993-1996. Il rappe également aux côtés d’un groupe d’amis rappeurs (Bo Green, Kery James et Manu Key). Ses premières apparitions sur des disques datent de 1995, puis il participe à de nombreux projets musicaux. Avec Pit Baccardi, un autre rappeur du 19e arrondissement, il intègre le collectif Time Bomb, qui lui permet de collaborer avec notamment les X-Men, Lunatic (Booba et Ali) et Hifi. Considérés comme les plus prometteurs de la nouvelle école du rap français dans la fin des années 1990, grâce à leurs flows novateurs et à une écriture technique, les rappeurs de l'écurie Time Bomb se feront surtout un nom dans l'underground grâce à leurs nombreuses réunions pour des freestyles, aujourd'hui encore très réputés, sur la radio Générations dans l'émission Original Bombattak.
En 1997 paraît L 432, une compilation dans laquelle se trouve le morceau Pucc Fiction, réalisé en collaboration avec Booba. Ce titre rencontre rapidement un grand succès d'estime dans le milieu underground et est considéré aujourd'hui comme un des morceaux les plus forts du rap français. C'est en 1998 qu'Oxmo Puccino se fait connaître du grand public grâce au titre Mama Lova, hymne à sa mère sorti sur la compilation Sad Hill du marseillais Kheops, DJ du groupe IAM. C'est le premier morceau du rappeur qui a eu droit à un vidéoclip.

### Débuts en solo (1998–2008)

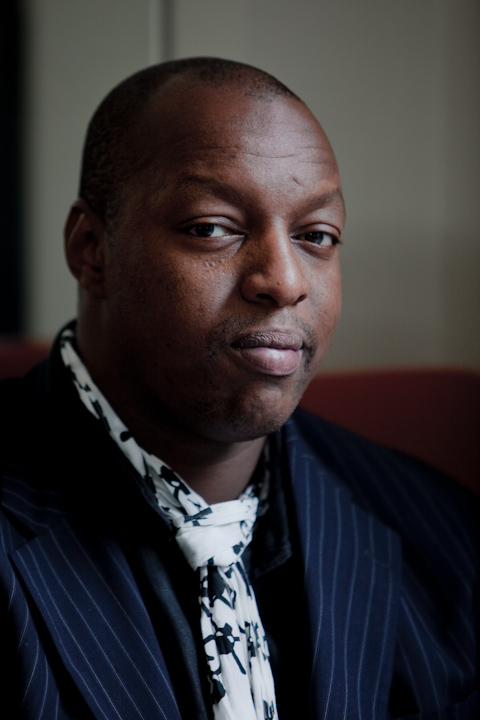
Oxmo Puccino en 2009.

Alors que le collectif Time Bomb originel se sépare, Oxmo Puccino signe un contrat avec la maison de disques Virgin et publie son premier album studio, Opéra Puccino, en 1998. Cet album décroche la certification de disque d'or 8 ans plus tard, en 2006. À la demande du réalisateur Jacques Doillon, il participe à la musique du film Petits Frères, sorti en 1999. Après la réalisation d'une mixtape intitulée Bâtiment B, et de nombreuses collaborations avec différents rappeurs sur divers projets, il publie son deuxième album solo, L'amour est mort en 2001. En 2004, il participe au doublage français du film américain Belly et retrouve à nouveau le succès avec son troisième album Cactus de Sibérie. Il part ensuite à la rencontre de son public grâce à une grande tournée de concerts dans toute la France (un album live sortira en 2005, le Black Tour Desperado).
En 2006, il publie chez Blue Note, célèbre label de jazz, un album-concept en collaboration avec le groupe The Jazzbastards, intitulé Lipopette Bar. L'album, jazzy[Quoi ?] et très inspiré des films noirs, narre l'histoire du Lipopette Bar, de son équipe et de ses habitués : une diva, Billie, qui disparaît avant son grand spectacle ; Tito, gangster depuis toujours et voulant se ranger ; Kali, apprentie chanteuse ; ou le videur Black Popaye. Pour ce disque, Oxmo Puccino s'est inspiré de la vie de la chanteuse de jazz Billie Holiday, souhaitant ainsi lui rendre hommage. L'album Lipopette Bar, 22e des classements français, donne son nom à un bar de Saint-Étienne où Oxmo Puccino est allé jouer.
En 2007, Oxmo Puccino réalise La réconciliation avec DJ Cream, une mixtape comportant plusieurs inédits, des reprises en live et des remixes. Après avoir écrit le texte d'une chanson interprétée par Florent Pagny (Vivons la Paix sur l'album de ce dernier Abracadabra, sorti en 2006), il continue ses collaborations en tant qu'auteur et participe à deux titres de l'album d'Alizée Psychédélices sorti en 2007 (Décollage et Par les Paupières). Au mois d'octobre de la même année, il part à Bogota (Colombie) en compagnie de DJ Cream, pour réaliser une résidence artistique avec le groupe colombien Choc Quib Town. De cette collaboration, véritable dialogue des cultures, naît un CD 4 titres, Paris-Bogota.
En 2007, le rappeur Styles P. utilise l'instrumental du titre Black Desperado sur son album Super Gangster (Extraordinary Gentleman), pour le titre Holiday produit par DJ Green Lantern.

### L'arme de paixetRoi sans carrosse(2009–2014)

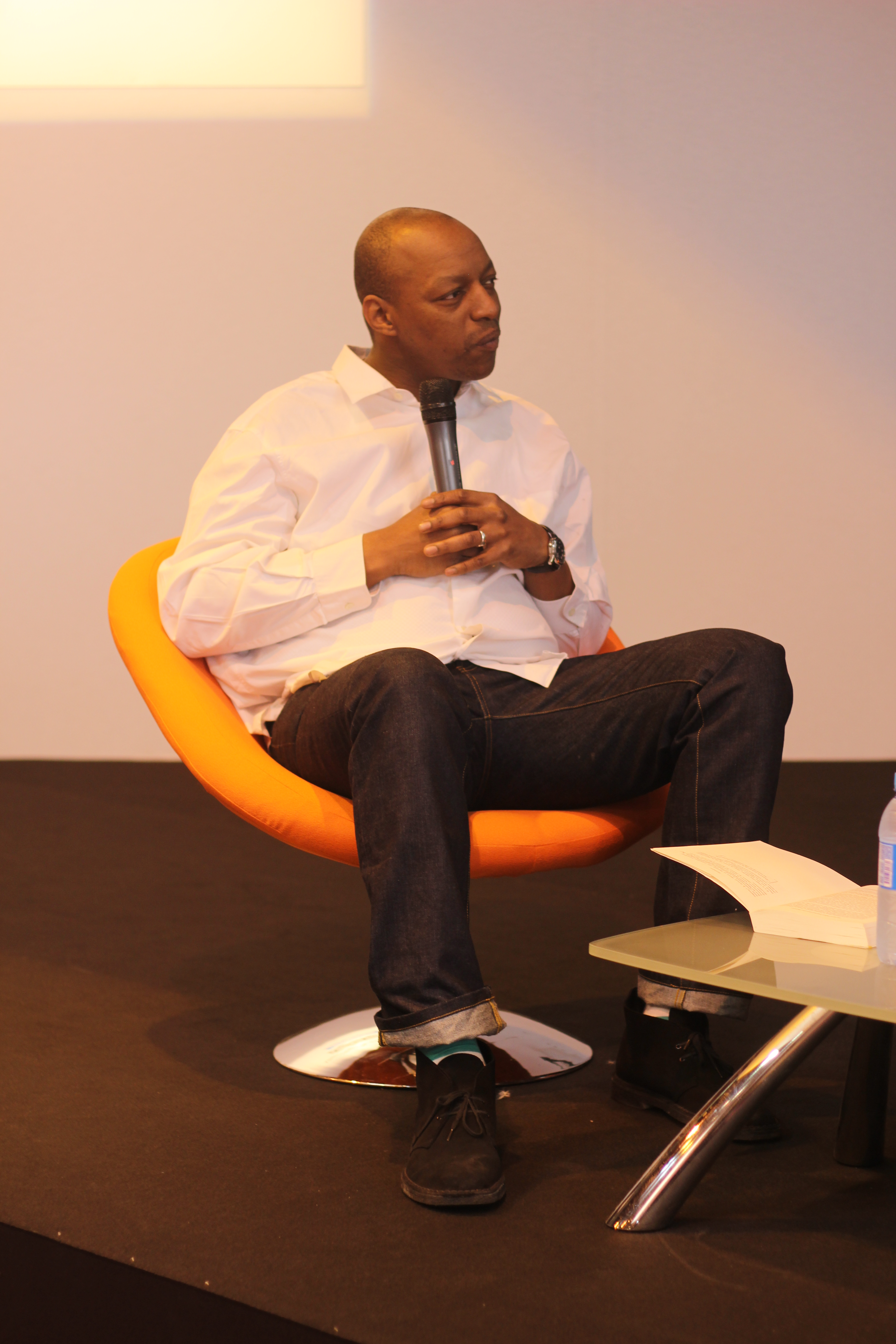
Oxmo Puccino au Salon du livre de Paris, en 2014.

Son album suivant, L'Arme de paix, sort le 23 mars 2009. Si Oxmo retrouve les musiciens de la formation Les Jazzbastards pour les compositions et l'enregistrement des morceaux, d'autres collaborations accompagnent ce disque : Sly the Mic Buddah du groupe Saian Supa Crew sur deux titres, le rappeur et chanteur K'Naan, l'artiste soul et reggae Ben l'oncle soul et enfin la chanteuse Olivia Ruiz. Simultanément au disque est sortie un recueil intitulé Mine de cristal regroupant les meilleurs textes d'Oxmo Puccino. L'album est bien accueilli par l'ensemble de la presse spécialisée,, et atteint la 8e place des classements musicaux français.

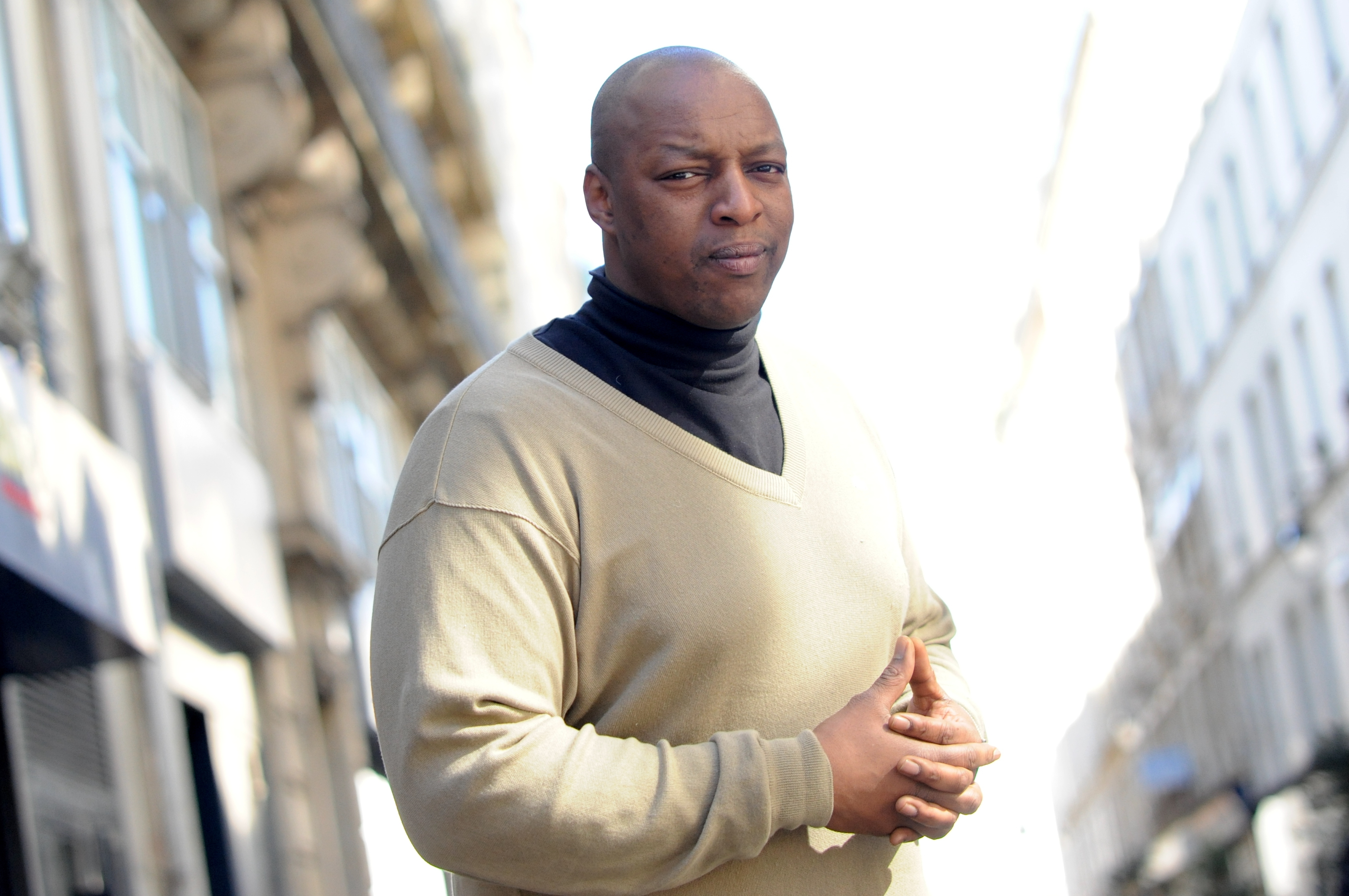
Oxmo Puccino, le 8 mars 2010 à Paris.

Au début de l'année 2010, Puccino gagne une Victoire de la musique pour L'Arme de Paix : le prix du « meilleur album de musique urbaine ». Il apparaît en parallèle dans Conte de la frustration, le conte musical d'Akhenaton et Didier Daarwin. En 2011, il collabore avec la marque Nike pour un spot publicitaire dans lequel il récite un passage de Cyrano de Bergerac. Il fait également une apparition dans le clip 1990 du rappeur Orelsan, dans lequel il rend hommage aux années 1990. La même année, il signe la préface du roman de Rachid Santaki, Les Anges s'habillent en caillera.
Son sixième album, Roi sans carrosse, sort le 17 septembre 2012. La presse spécialisée apprécie ses incursions dans le jazz et ses références à la chanson française, notamment à Léo Ferré, et il atteint la 15e place des classements musicaux français. Le 8 février 2013, il gagne une nouvelle Victoire de la Musique du « meilleur album de musique urbaine » avec cet album.
Le 18 octobre 2012, Oxmo Puccino est nommé ambassadeur de l'UNICEF France,,. La même année, il fait partie des invités pour le concert d'Orelsan à l'Olympia, puis pour le concert de Youssoupha dans la même salle, où il intervient sur le morceau Apprentissage remix. En 2014, il collabore avec le trompettiste Ibrahim Maalouf et son orchestre classique d'une trentaine de musiciens et de la chorale d'enfants de la maîtrise de Radio France sur le projet Au pays d'Alice, qui repeint le roman de Lewis Carroll Alice au pays des merveilles.
Le 20 mars 2014, le recueil 140 piles d'Oxmo Puccino est publié, et contient tous ses tweets. Le 5 mai 2014, il intervient sur le morceau Clint Eastwood du groupe Gorillaz lors du concert à l'Alhambra de Damon Albarn.

### La Voix lactéeetLa Nuit du réveil(2015-2019)
En 2015, Oxmo Puccino collabore avec le rappeur Demi Portion sur le morceau Une chaise pour deux présent sur l'album Dragon Rash publié le 19 janvier 2015. En mai 2015, il lance son application mobile appelée Le cercle, avec laquelle il souhaite se rapprocher de ses fans. Le 10 juillet 2015, Oxmo Puccino annonce sur son compte Twitter l'arrivée de son huitième album. Intitulé La Voix lactée, il est publié le 13 novembre 2015 et atteint la 35e place des classements musicaux français.
Un premier single intitulé Une chance est publié le 8 septembre 2015. En décembre 2015, il participe avec Nekfeu au remix de la chanson Titi parisien de Seth Gueko, et fin 2015, il apparaît sur l'album Doni Doni du trompettiste Érik Truffaz.
En 2016, le magazine américain Complex place Oxmo Puccino à la 8e place de son top 10 des meilleurs rappeurs français, le comparant à The Notorious B.I.G. : « He created poetry out of the harsh Parisian landscapes, and that's what led many to compare him to the Notorious B.I.G. » (« Il a créé de la poésie à partir des rudes paysages parisiens, ce qui a amené de nombreuses personnes à le comparer à Notorious B.I.G. »),. Cette comparaison s'accentue davantage par le fait qu'Oxmo Puccino a écrit de tête une grande partie de son deuxième album, L'amour est mort, comme le faisait le rappeur américain.
En mars 2019, il collabore avec le rappeur belge Hamza et Chris, pour l'album Paradise, sur le morceau Minuit 13. Son couplet est un peu critiqué, dû au fait qu'il se rapproche plus du slam que du rap.
Son 7e album studio, La Nuit du réveil, sort le 6 septembre 2019, avec comme invités Caballero, JeanJass, Orelsan et Gaël Faye. Il débute parallèlement une nouvelle tournée qu'il finit par annuler le 15 septembre 2020 en raison de la hausse de cas de Covid-19 que connaît alors la France.

### Naturalisation (2025)
Il obtient la nationalité française le 11 juillet 2025.

## Lafiya Sessions(2025)
Six ans après La Nuit du réveil, Oxmo Puccino publie le 31 janvier 2025 la mixtape Lafiya Sessions. Composé de 18 titres, dont 15 en featuring, ce projet collaboratif rassemble des figures de différentes générations du rap français, tels que Dinos, Dany Dan, PAPI TEDDY BEAR, Luidji, Mister You, Zinée ou encore JRK 19. Enregistré en vingt jours dans un studio parisien, il porte le titre Lafiya, qui signifie « soulagement, paix et espoir » en bambara. Un documentaire, Lafiya Sessions : le doc, accompagne la sortie de la mixtape et dévoile les coulisses de sa création,.

## Discographie

### Albums studio

#### Projets solo
- 1998 : Opéra Puccino
- 2001 : L'amour est mort
- 2004 : Cactus de Sibérie
- 2009 : L'Arme de paix
- 2012 : Roi sans carrosse[39]
- 2015 : La Voix lactée
- 2019 : La Nuit du réveil

#### Projets collaboratifs
- 2006 : Lipopette Bar (avec The Jazzbastards)
- 2014 : Au pays d'Alice (Avec Ibrahim Maalouf)

### Mixtapes
- 2000 : La dernière chance
- 2004 : Puccino Airlines
- 2004 : Time Bomb, Vol.8 - Puccino Tape (mixé par DJ Nels)
- 2007 : La Réconciliation (mixé par DJ Cream)
- 2012 : Doux Or Die Mixtape (mixé par DJ Cream)
- 2025 : Lafiya Sessions

### Albums live
- 2005 : Black Tour Desperado - Live
- 2010 : Minutes magiques

### Singles
- 1997 : Mama Lova (

```
Kheops
)
```

- 1998 : Amour et jalousie
- 1998 : Le mensongeur
- 1999 : Le Jour où tu partiras
- 1999 : L'Enfant seul
- 2001 : Ghetto du monde
- 2002 : Avoir Des Potes
- 2004 : Quand j'arrive / J'ai mal au mic
- 2004 : On danse pas
- 2009 : 365 jours

### Apparitions
- 1994 : D. Abuz System feat. Oxmo Puccino - Tout pour un freestyle (sur l'album de D. Abuz System Brutes Sessions 1)
- 1996 : Oxmo Puccino feat. Ali - Lyrics de prestige
- 1996 : Oxmo Puccino feat. S'Kiv - L'argent roi
- 1996 : Oxmo Puccino - Bonhomme de neige
- 1997 : Time Bomb - Les bidons veulent le guidon
- 1997 : Oxmo Puccino feat. Ill, Pit Baccardi & Kamal - Club de millionnaires (sur la mixtape Opération coup de poing)
- 1997 : Oxmo Puccino - Pour mes types (sur la mixtape Opération coup de poing)
- 1997 : Oxmo Puccino - La taupe (sur la mixtape Opération coup de poing)
- 1997 : Oxmo Puccino feat. Ali, J.Mi - Esprit mafieux (sur la mixtape Opération coup de poing)
- 1997 : Oxmo Puccino feat. Booba - Pucc' fiction (sur la compilation L 432)
- 1997 : Oxmo Puccino - Retrouvailles (sur la compilation L'invincible armada)
- 1997 : Oxmo Puccino - Monsieur Puccino (sur la compilation L'invincible armada)
- 1997 : Mafia Trece feat. Oxmo Puccino - O.M.U. (sur l'album de la Mafia, Costa nostra)
- 1997 : Mysta.D feat. 113, Abuz, Bams, Barbara, Don Bardon, Driver, Jack S, Kery James, Les Spécialistes, L'Skadrille, Le T.I.N., Nysay, Omar, Oxmo Puccino, Rohff, Sam, Seul 2 Seul, Sortis 2 L'Ombre & Stor.K - Descente massive, sur l'EP L'invincible armada : 1er assaut de Mysta.D
- 1997 : Oxmo Puccino - Freestyle (sur la mixtape What's The Flavor DJ Poska #25)
- 1998 : Oxmo Puccino - Mama lova (sur la compilation Sad Hill)
- 1998 : Stomy Bugsy feat. Oxmo Puccino, Hamed Daye, Passi, Pit Baccardi, Ärsenik & Hi-Fi - Un reup qui fait reup (sur l'album de Stomy Bugsy, Le Calibre qu'il te faut)
- 1998 : Busta Flex feat. Oxmo Puccino - Esprits mafieux (sur l'album éponyme de Busta Flex)
- 1998 : Oxmo Puccino - Mourir 1000 fois (sur la compilation Le flow)
- 1998 : Oxmo Puccino Feat Le Célèbre Bauza - Les gens savent (sur la compilation Opération freestyle)
- 1999 : Oxmo Puccino - Le passé reste (sur l'album de Freeman, Le palais de justice)
- 1999 : Oxmo Puccino double Nas dans le film Belly, en compagnie de JoeyStarr qui double DMX.
- 1999 : Oxmo Puccino feat. Passi - Black December (sur la compilation Première classe vol. 1)
- 1999 : Oxmo Puccino - Je raconte ma vie (sur la compilation L'univers des lascars)
- 1999 : D. Abuz System feat. Oxmo Puccino, Rohff & Princess Aniès - La loi du plus fort (sur l'album de D.Abuz System, Le syndikat)
- 1999 : Oxmo Puccino - Les petits d'ici (sur le single L'enfant seul)
- 1999 : Oxmo Puccino feat. Sweetness - Providence (sur la compile Indigo version R&B)
- 1999 : Oxmo Puccino feat. Ärsenik - Superstar (sur le maxi La renaissance)
- 1999 : Rohff feat. Oxmo Puccino & Kery James - Amour bestial (morceau pas sorti devant figurer sur l'album Le Code de l'honneur)
- 1999 : Oxmo Puccino feat. S.K.I.V - L'argent est roi (sur la compilation La Légende du label Night and Day)
- 2000 : Oxmo Puccino feat. Langue De Chat, Keujahh & J.L. - Les plus class (sur la compilation Hostile 2000 Vol.2 - Dans la cour des grands)
- 2000 : Oxmo Puccino - Au-delà du réel (sur la compilation Time bomb session Vol.1)
- 2000 : Oxmo Puccino feat. Passi - Nautiles (sur la compilation Le flow 2)
- 2000 : Oxmo Puccino - Ces gens-là (sur la compilation Hip Hopee Vol.1)
- 2000 : Oxmo Puccino feat. High & Mighty - Black Mafioso Flavor Remix (sur la mixtape La contrebande Vol.1)
- 2000 : Oxmo Puccino - Les jeunes du hall (sur la mixtape Bâtiment B : la dernière chance)
- 2000 : Oxmo Puccino feat. Kery James - Sans abri (sur la mixtape Bâtiment B : la dernière chance)
- 2000 : Oxmo Puccino feat. 113 Clan - Si t'aimes ta clique (sur la mixtape Bâtiment B : la dernière chance)
- 2000 : Oxmo Puccino - Kijujki (sur la mixtape Bâtiment B : la dernière chance)
- 2000 : Oxmo Puccino - Freestyle (sur la mixtape Pur Son Ghetto)
- 2000 : Oxmo Puccino & Zoxea - Oxmo vs Zoxea
- 2000 : Oxmo Puccino feat. High & Mighty - Black Mafioso Flavor Remix (sur la mixtape La Contrebande Vol 1)
- 2001 : Oxmo Puccino - Je suis une bande de jeunes (sur la compilation Hexagone 2001)
- 2001 : Oxmo Puccino - Quand j'arrive (sur la compilation 15 balles perdues)
- 2002 : Princess Aniès feat. Oxmo Puccino - Le parcours d'une larme (sur l'album de Princess Aniès, Conte de faits)
- 2002 : Oxmo Puccino - Freestyle (sur la mixtape Pur Son Ghetto Vol.1)
- 2002 : Oxmo Puccino - J'ai mal au mic (sur la compilation Urban peace)
- 2002 : Sandy Cossett feat. Oxmo Puccino - Infidèle Remix (sur l'album de Sandy Cossett, Au bonheur)
- 2002 : Oxmo Puccino feat. Sages Poètes de la Rue - 23h40
- 2003 : Oxmo Puccino - Derrière les projecteurs (sur la compilation Fat taf)
- 2003 : Oxmo Puccino - Tarif C (sur la B.O. du film Taxi 3)
- 2003 : Dadoo feat. Oxmo Puccino - Dad' & Ox sur l'album de Dadoo, France history X
- 2003 : Oxmo Puccino feat. Le Célèbre Bauza - Freestyle sur la mixtape Pur Son Ghetto Vol.2
- 2003 : Oxmo Puccino - Black desperado sur la compile Talents fâchés 1
- 2003 : Oxmo Puccino feat. Intouchable, Mam's Maniolo & Teddy Corona - Il était une fois le 94 sur la mixtape California love 2
- 2004 : Le Célèbre Bauza feat. Oxmo Puccino - 100 raisons (sur le street CD du célèbre Bauza, La Célèbre tape)
- 2004 : Oxmo Puccino - Warriorz sur la BO du film Banlieue 13
- 2004 : Kool Shen feat. Oxmo Puccino - Dernier round (sur l'album Dernier round)
- 2004 : Manu Key feat. Booba, Oxmo Puccino, Dany Dan & 16 Ar - Quai 54 all stars (sur l'album de Manu Key, Prolifique Vol.1)
- 2004 : Nuttea feat. Oxmo Puccino - Je lève mon verre (sur l'album de Nuttea, Urban Voodoo)
- 2004 : Oxmo Puccino feat. Kool Shen & Jeff Le Nerf (sur la B.O. du film Double Zéro)
- 2004 : Rohff feat. Oxmo Puccino & Kery James - Amour bestial (sur la mixtape de Rohff, 10 ans d'avance)
- 2004 : Oxmo Puccino coécrit le scénario original du film Dans tes rêves avec Laurence Touitou ; il y a notamment en acteur principal le rappeur Disiz La Peste.
- 2005 : Oxmo Puccino - Du haut de la colline (sur la compilation Just un coup 2 beat)
- 2005 : Sadik Asken feat. Oxmo Puccino - Sans pourquoi ni parce que (sur l'album de Sadik Asken, ANPE airlines)
- 2005 : Assia feat. Oxmo Puccino - Illegal Love (sur l'album d'Assia, Encore et encore)
- 2005 : Akhenaton feat. Oxmo Puccino, Sako & Veust Lyricist - L'encre de nos plumes (sur la mixtape d'Akhenaton, Double chill burger)
- 2005 : Kool Shen feat. Oxmo Puccino - Un flingue et des roses (sur l'album de IV My People, IV My People Mission)
- 2005 : Chiens de Paille feat. Oxmo Puccino, Akhenaton & Veust Lyricist - L'encre de nos plumes (sur le street CD de Chiens de Paille, Tribute)
- 2006 : Oxmo Puccino feat. La Caution - L'original (sur la compilation des 5 ans de Tracklist Magazine)
- 2006 : Le Célèbre Bauza feat. Oxmo Puccino - 1000 raisons (sur l'album du célèbre Bauza, La coupe des vices)
- 2006 : Oxmo Puccino - La mèche (sur la B.O. du film Sheitan)
- 2006 : La Caution feat. Oxmo Puccino - L'original (sur le street CD de la Caution, Des gens revisitent La Caution)
- 2006 : Oxmo Puccino - Passager clandestin (sur la compilation Illegal Radio)
- 2006 : Akhenaton feat. Oxmo Puccino, Nubi & Gringe - Prendre ce qui nous est dû (sur la compilation Bombattak MCs)
- 2006 : Oxmo Puccino feat. Sako - Terroristes du mot (sur la compile Bombattak Mc's)
- 2006 : Seven feat. Oxmo Puccino - Paris by night (sur l'album de Seven, Mode de vie étrange)
- 2007 : Oxmo Puccino & Choc Quib Town - Paris-Bogota (CD 4 titres coproduit par l'Alliance française et la mairie de Bogota)
- 2008 : Grand Corps Malade feat. Oxmo Puccino et Kery James - À la recherche (sur l'album de Grand Corps Malade, Enfant de la ville)
- 2008 : Oxmo Puccino - Les effets réels (sur la compilation Original Bombattak Vol.2)
- 2008 : Oxmo Puccino - Je suis cool mais pas sympa (sur la compile Original Bombattak Vol.2)
- 2008 : Oxmo Puccino - Les chemins de la gloire (sur la B.O. du film L'Instinct de mort)
- 2008 : Anis feat. Oxmo Puccino - Tout ira bien (sur l'album d'Anis, Rodéo Boulevard)
- 2008 : Sixun feat. Oxmo Puccino - Jour de soleil (sur l'album de Sixun, Palabre)
- 2009 : Rockin' Squat feat. Oxmo Puccino - Prêt des notes (sur l'album Enfant du siècle Vol.2)
- 2009 : Black Marché feat. Oxmo Puccino - La terre a le blues (sur l'album de Black Marché, French connection)
- 2009 : Oxmo Puccino - Naitre adulte (titre réalisé pour les 20 ans de l'Unicef)
- 2009 : Thomas Traoré feat. Oxmo Puccino - Trente Nerfs (sur l'album de Thomas Traoré, Grain 2 Caf)
- 2009 : Oxmo Puccino feat. Harl The Voice - Quand Même (sur l'album de Black Stamp Music, Music'all)
- 2009 : Gorka 2H (Doshermanos) feat. Oxmo Puccino - Bailando Con Los Sueños (sur l'album El Hombre Orquesta)
- 2010 : Hocus Pocus feat. Oxmo Puccino - Équilibre (sur l'album d'Hocus Pocus 16 Pièces)
- 2010 : Naive New Beaters feat. Oxmo Puccino - Tirer Des Traits (sur l'album des Naive New Beaters Wallace)
- 2010 : Salvatore Adamo feat. Oxmo Puccino - Rendez-vous sur Gliese (sur l'album de Salvatore Adamo De toi à moi)
- 2011 : Ben Ricour feat. Oxmo Puccino - La parka (sur l'EP de Ben Ricour Dans le futur)
- 2011 : Joeystarr feat. Oxmo Puccino - Mon rôle (sur l'album de Joey Starr, Ego maniac)
- 2011 : Ibrahim Maalouf feat. Oxmo Puccino - Douce (sur l'album d'Ibrahim Maalouf, Diagnostic)
- 2012: Participation avec 11 autres artistes tels que Arthur H, Claire Keim, Luce, Léo Ferré ou encore Marc Lavoine pour interpréter un poème phare de la poésie française. Il choisit Les Assis de Arthur Rimbaud ; l'album La Bande des mots sort le 6 février 2012.
- 2012 : Beat Assailant feat. Oxmo Puccino - Justified (sur l'album de Beat Assailant, B)
- 2012 : Benjamin Biolay, Belle époque (Night Shop #2) (avec Oxmo Puccino)
- 2012 : 3010 feat. Oxmo Puccino - Intro (sur la mixtape Premium III de 3010)
- 2013 : Grodash feat. Oxmo Puccino - Personne (sur l'album de Grodash, Bandana and Purple Haze)
- 2014 : Demi Portion feat. Oxmo Puccino - Une Chaise pour deux (sur l'album de Dragon Rash)
- 2014 : Oxmo Puccino - Oui Je (titre initialement disponible exclusivement sur son application mobile[40])
- 2014 : Seth Gueko feat. Oxmo Puccino & Nekfeu - Titi Parisien Remix
- 2014 : Yemen Blues feat. Oxmo Puccino - Satisfaction (sur l'album de Yemen Blues, Insaniya - Humanity)
- 2014 : Bernard Lavilliers feat. Oxmo Puccino - Les Barbares (sur l'album de Bernard Lavilliers, Acoustique)
- 2016 : Kohndo feat. Oxmo Puccino - Entre les lignes (sur l'album Intra Muros de Kohndo)
- 2016 : Mixtape-interview avec le collectif Bon Entendeur : L'Ancien, Puccino, Automne 2016
- 2017 : Poulaillers' Song sur l'album hommage à Alain Souchon, Souchon dans l'air*
- 2017 : Album de Lamomali
- 2019 : Hamza feat. Christine and the Queens et Oxmo Puccino - Minuit 13 (sur l'album Paradise de Hamza)
- 2020 : Caballero & JeanJass feat. Swing et Oxmo Puccino - Vie ordinaire (sur l'album High & fines herbes de Caballero & JeanJass)
- 2021 : Frotter les mains sur l'album participatif Djourou de Ballaké Sissoko
- 2021 : Denez Prigent feat. Oxmo Puccino & Aziliz Manrow - Waltz of Life (sur l'album Stur an avel de Denez Prigent)
- 2021 : Oxmo Puccino feat. Nemir - Super bien (Extrait de la Bande originale du film Comment je suis devenu super-héros)
- 2022 : Achile feat. Oxmo Puccino - Ça veut rien dire (sur l'album Pas si simple)
- 2023 : DJ Pone feat. Oxmo Puccino - Poetic Suicide (sur l'album 1978)
- 2024 : Dadju & Tayc - Bocca & Cuba Libre (sur l'album Héritage)
- 2025 : Album Totem (Collectif Lamomali)

## Filmographie
- 2010 : Conte de la frustration d'Akhenaton : François
- 2018 : Yéti et Compagnie (film d'animation) de Karey Kirkpatrick et Jason A. Reisig : le gardien des pierres (voix française)
- 2021 : Les Méchants de Mouloud Achour et Dominique Baumard : vendeur de merguez
- 2022 : Classico de Nathanaël Guedj et Adrien Piquet-Gauthier : Carlito
- 2025 : Arco d'Ugo Bienvenu : le père d'Arco (voix)

## Émission de télévision
En 2019, il fait partie du jury de l'émission Le Grand Oral, diffusée sur France 2.

## Publications
- Mines de cristal, Au diable vauvert, mars 2009
- 140 piles, Au diable vauvert, mars 2014
- Oxmo Puccino et Pierre-Luc Jamain, Au fil du chant, Au diable vauvert, octobre 2016
- Les Réveilleurs de soleil, La Grenade, mai 2021[42]

## Distinctions

### Récompenses
- Victoire de la musique 2010 : Victoire de l'album de musiques urbaines de l'année pour L'Arme de paix
- Victoires de la musique 2013 : Victoire de l'album de musiques urbaines de l'année pour Roi sans carrosse

### Décoration
- 2019 :  Officier de l'ordre des Arts et des Lettres Il est promu au grade d’officier par l’arrêté du 16 septembre 2019[43]

## Controverse
L'émission Cash Investigation du 1er avril 2021 met en évidence un financement indirect de ses concerts par la société Pernod-Ricard pour que l'artiste promeuve la marque d'alcool Chivas Regal auprès de son public, contournant ainsi la loi Evin,. Le montage financier passe par sa société de production qui facture une prestation de conseil auprès de Pernod Ricard.

#### Bases de données et notices
- Ressources relatives à la musique :   - AllMusic
  - Discogs
  - Last.fm
  - MusicBrainz
  - Muziekweb
  - Rate Your Music
  - Songkick
  - Taratata
- Ressources relatives à l'audiovisuel :   - Africultures
  - Allociné
  - Ciné-Ressources
  - IMDb
  - Unifrance
- Ressource relative au spectacle :   - Les Archives du spectacle
- Ressource relative à la littérature :   - Étonnants voyageurs
- Ressource relative à plusieurs domaines :   - Radio France
- Notices d'autorité :   - VIAF
  - ISNI
  - BnF (données)
  - IdRef
  - LCCN
  - GND